# 视频简历
视频简历是一种求职者通过录制的视频在互联网上展示自己的方式，有着传统的纸质简历不能比拟的能力。视频简历让人力资源看到、听到并体会到求职者的实际表现及内心感受，接近了求职者和人力资源的距离。

## 反对观点
很多公司的人力资源部门负责人表示，观看视频简历可能需要3~5分钟或更长时间，但是浏览纸质简历只需要1~2分钟，所以不能作为简历的主要部分。

## 总结
由于视频简历无法做到索引的效果，也不能快速浏览，也就注定它只能做为简历的扩展补充。